# 홈존
홈존(1996년 2월 24일 ~ )은 대한민국의 가수다. 2019년 싱글 앨범 [Hymn To The Equinox]로 데뷔했다.

## 방송
- 언더커버 (2025) - Top36

## 공연
- 누군가의 플레이리스트 Track. 53 오왠x홈존 콜라보 콘서트 (2022)
- homezone 연말 단독 콘서트 ‘Where is your homezone？’ (2022)
- [DAVII/HOMEZONE/NOV/WH3N] MDNT GROUVE CONCERT '남겨진 것들에게' (2023)
- 그랜드 민트 페스티벌 2023 (2023)
- Join the Circle! : homezone 'Circle' 발매기념 미니콘서트 (2023)
- MPMG WEEK 2024 : AND#41 - Chan, ecru(에크루), homezone (2024)
- Beautiful Mint Life 2024 (2024)
- CRASH INTO THE MOON Ep.1 오왠, 홈존, 정수민 (2024)
- 홈존의 집들이 '옥탑방' - 과천 (2024)
- 2024 계양 MUSIC FESTA 오늘은 왠지 - 인천 (2024)
- 클럽 트라이보울 - 취'향'탐구클럽-홈존 - 인천 (2024)
- 컬러풀 스테이지 #7 홈존 & 블루디 (2025)

## 기타
- Lewis Park - B L U E (2019) - 피처링/작사
- 수퍼수 - KEVIN (2020) - 보컬 참여
- Wavycake - Inspiration (2022) - 피처링/작사/작곡
- Wavycake - 내려놔 (2024) - 피처링/작사/작곡